# 二十面体
二十面体（にじゅうめんたい、英: icosahedron）とは、20枚の面からなる多面体である。最もよく知られる二十面体は、正多面体の一種である正二十面体である。

## 主な二十面体

### 一様多面体

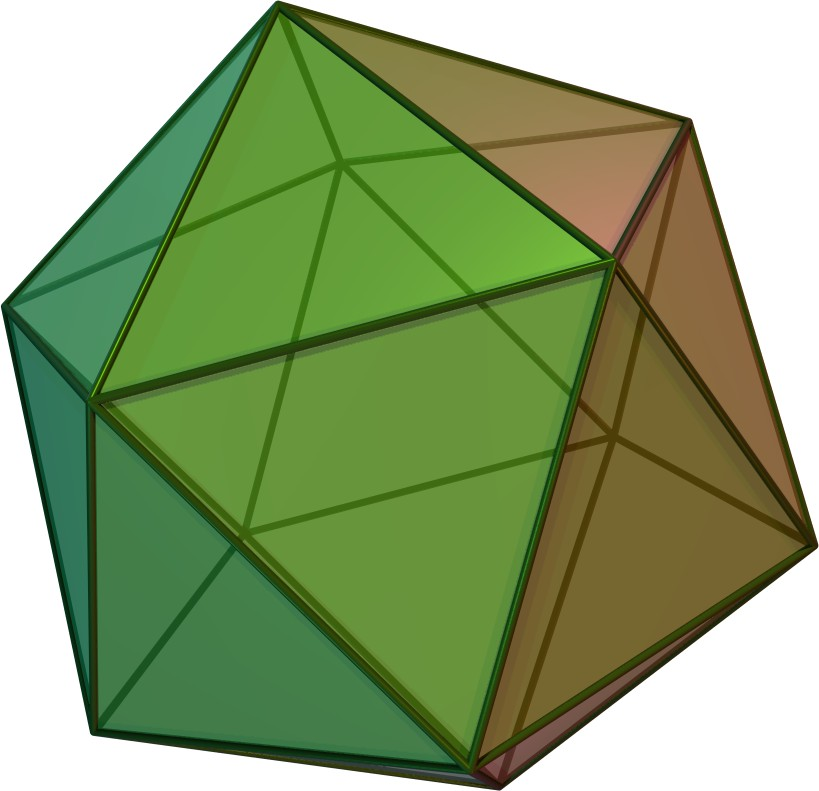
正二十面体
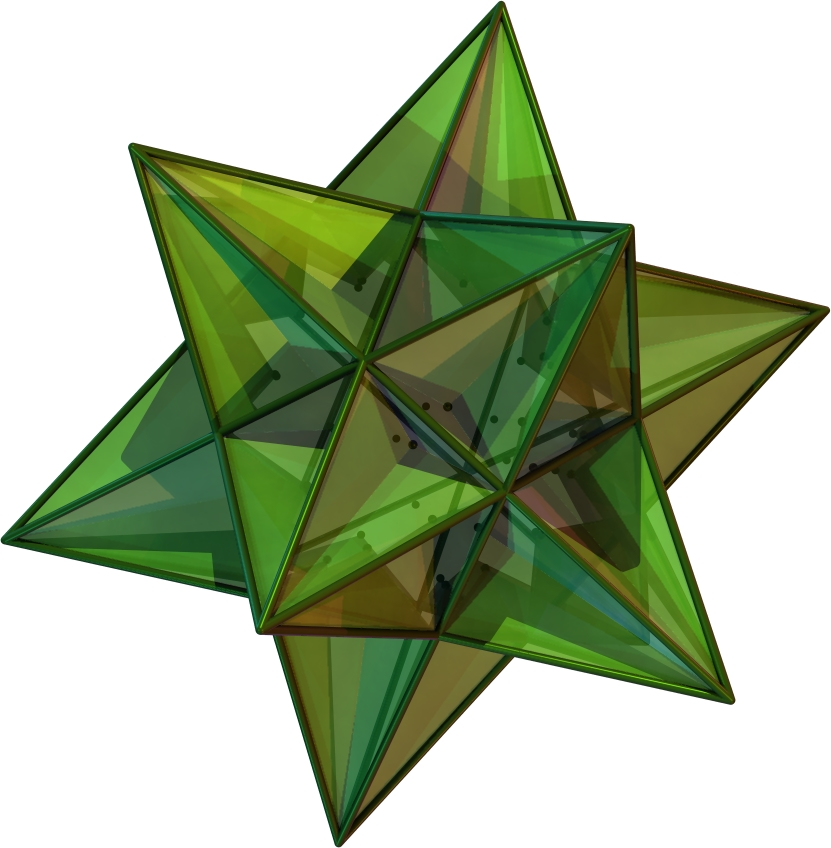
大二十面体
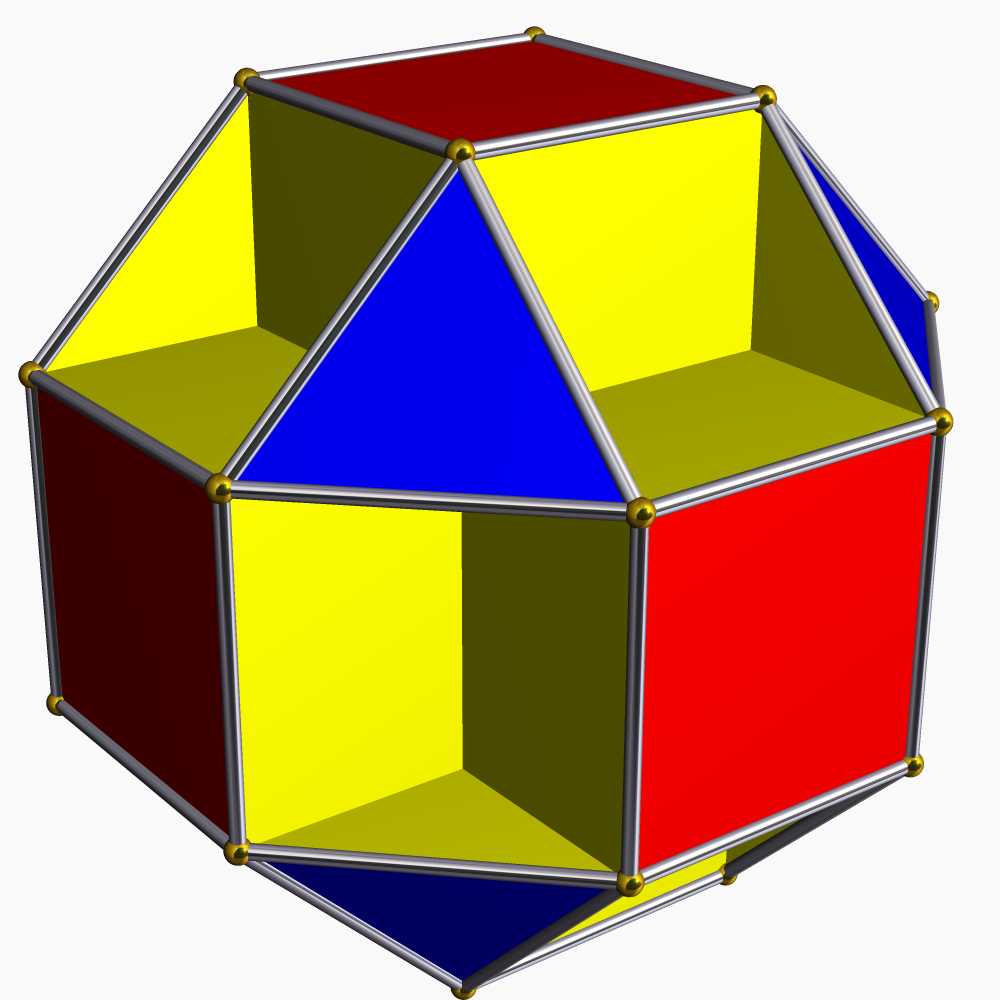
小立方立方八面体
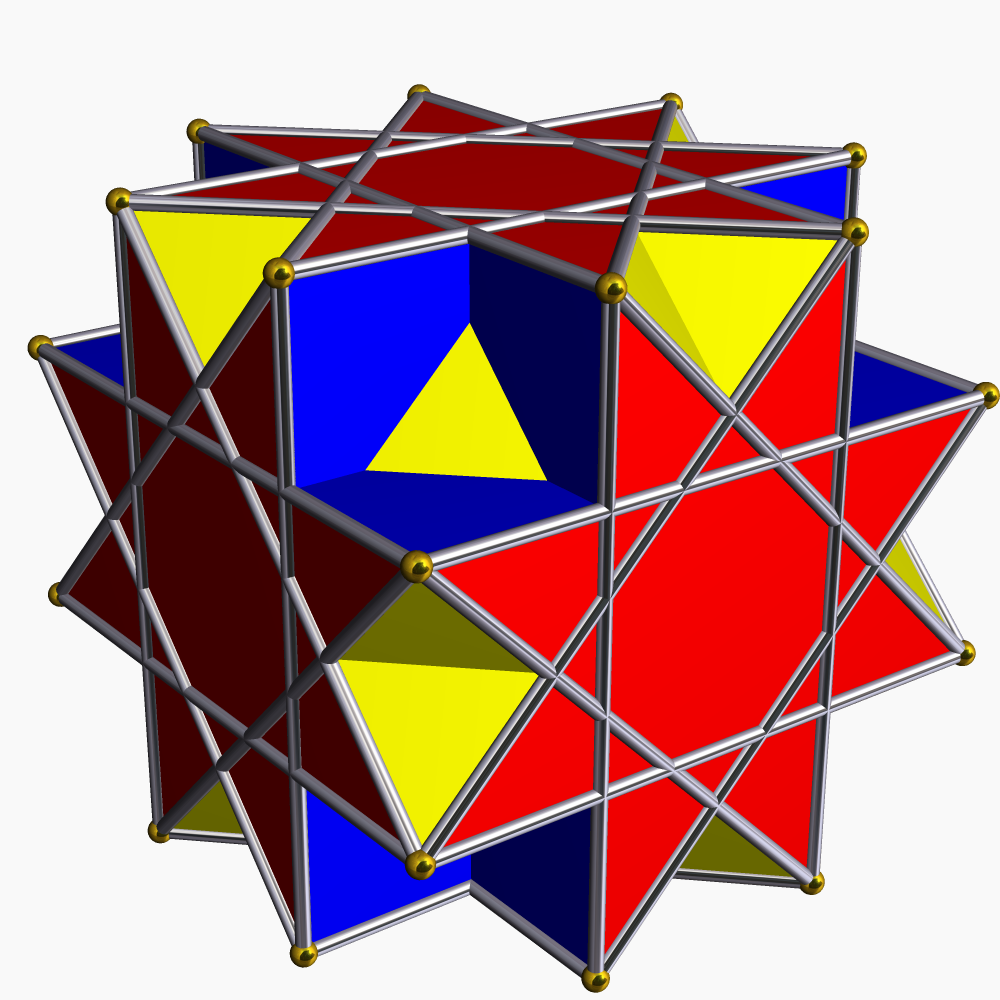
大立方立方八面体
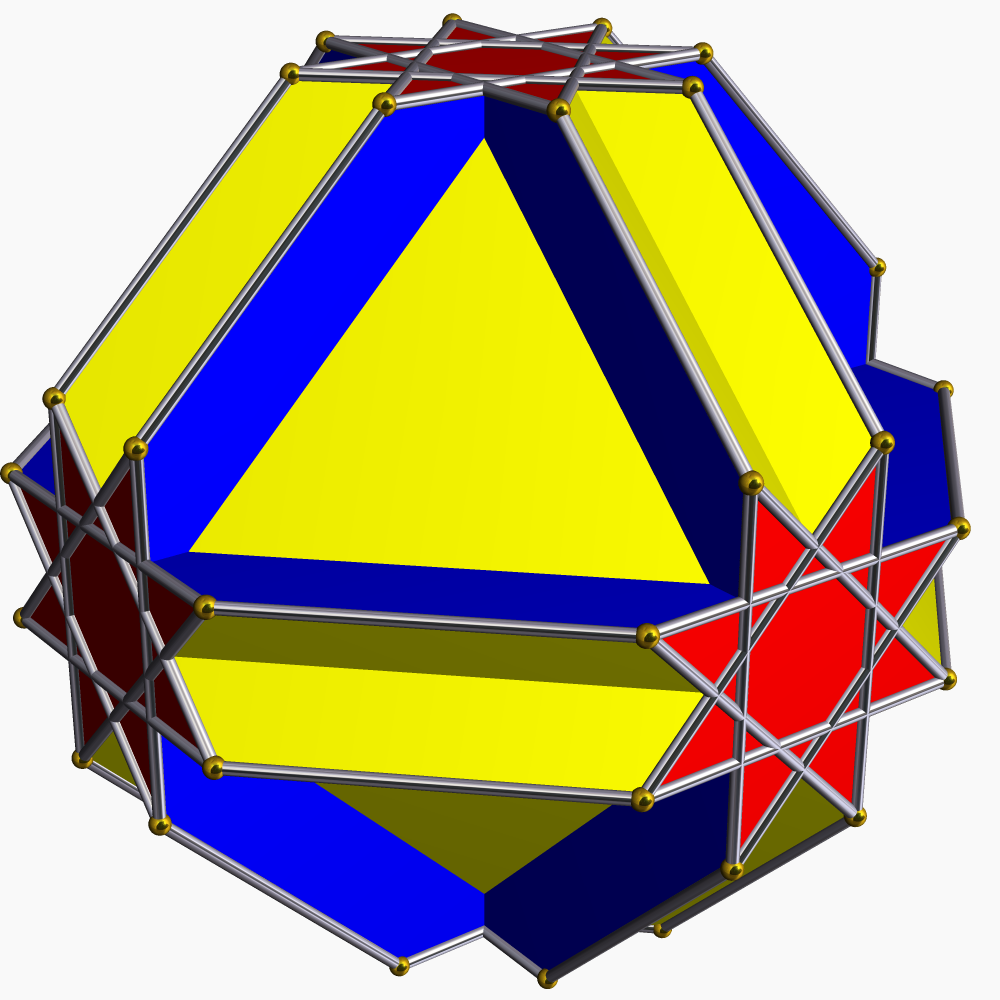
立方切頂立方八面体

### ジョンソンの立体

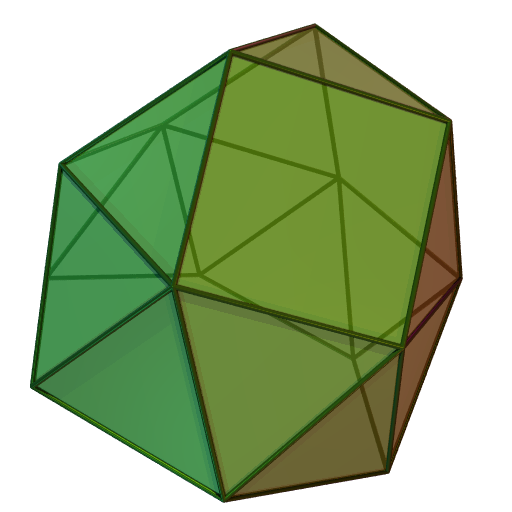
正三角台塔反柱
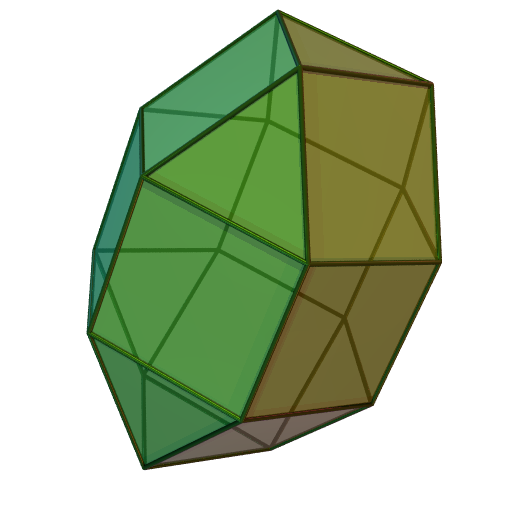
同相双三角台塔柱
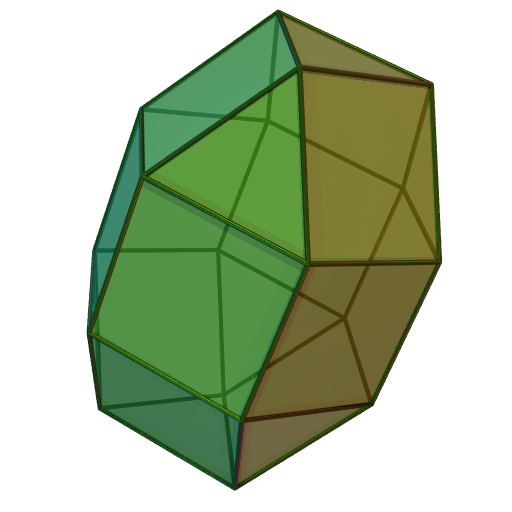
異相双三角台塔柱
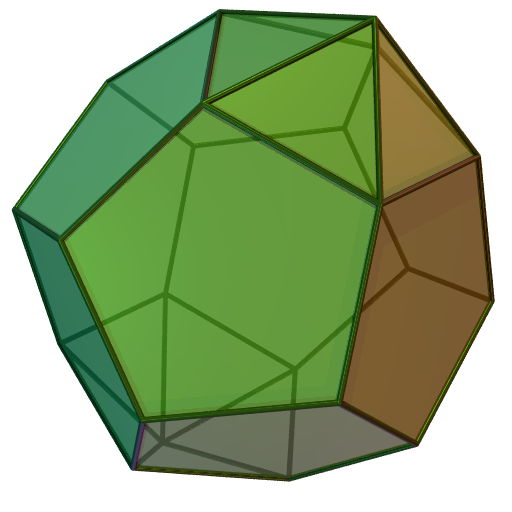
双側錐十二面体
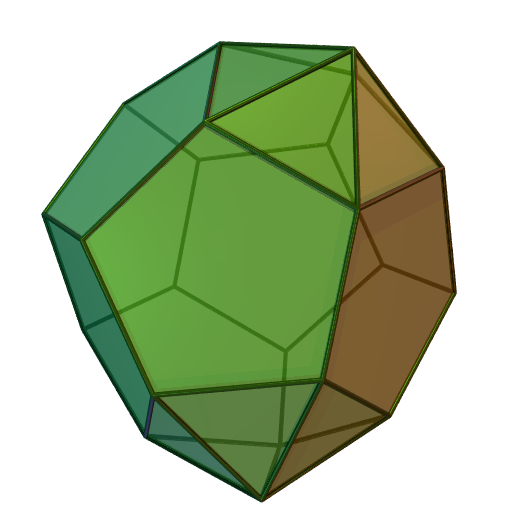
二側錐十二面体
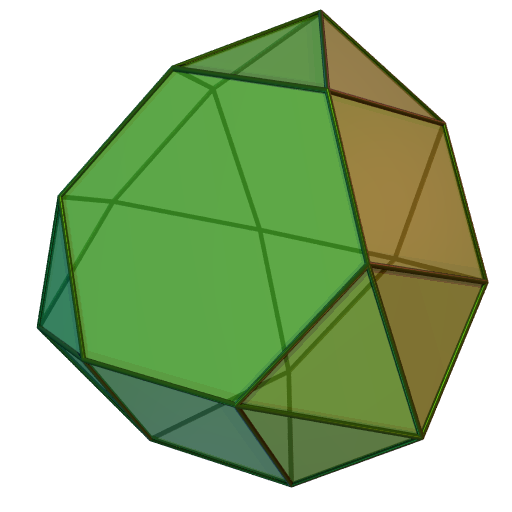
三角広底球形屋根丸塔

### その他

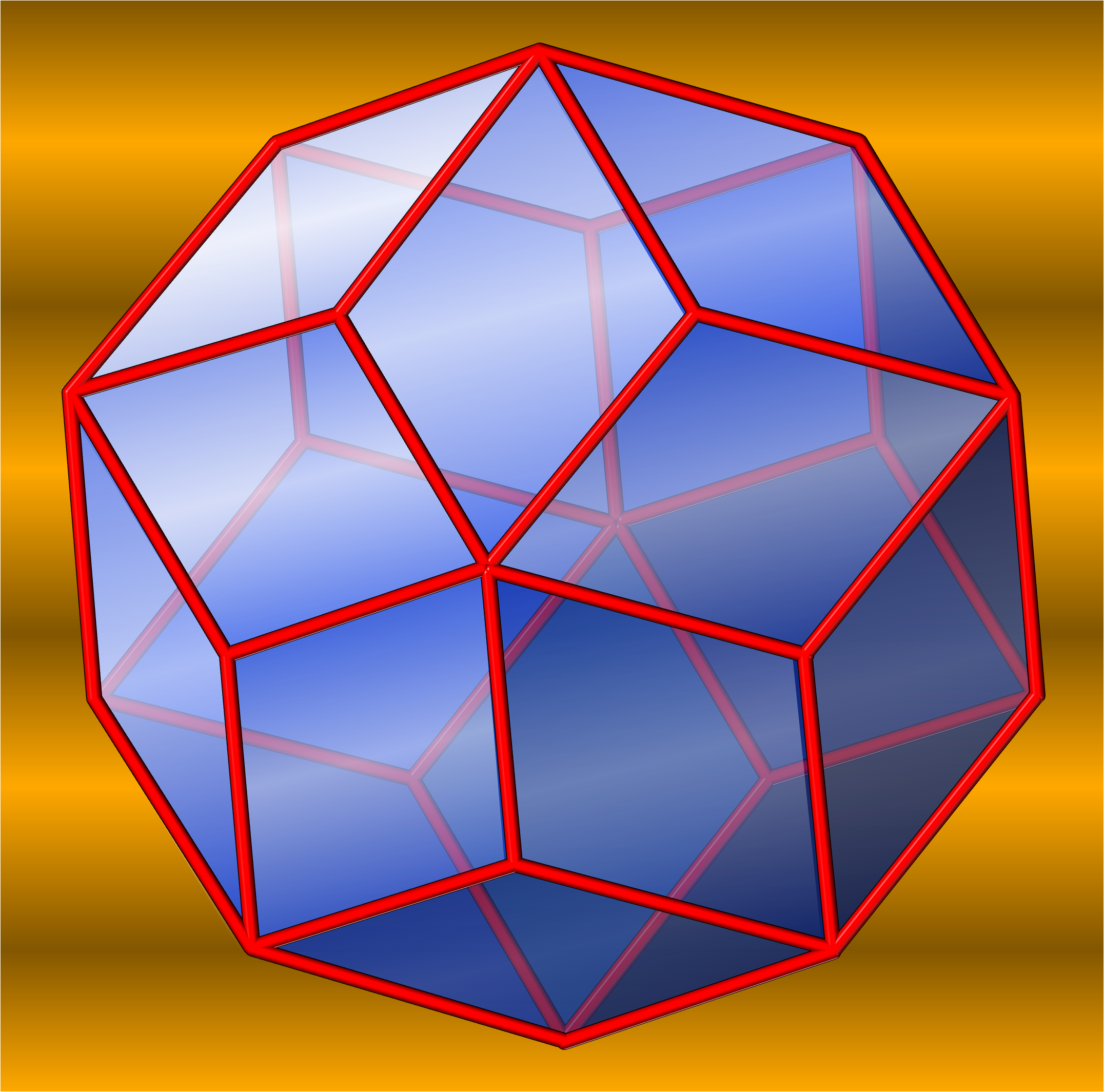
菱形二十面体
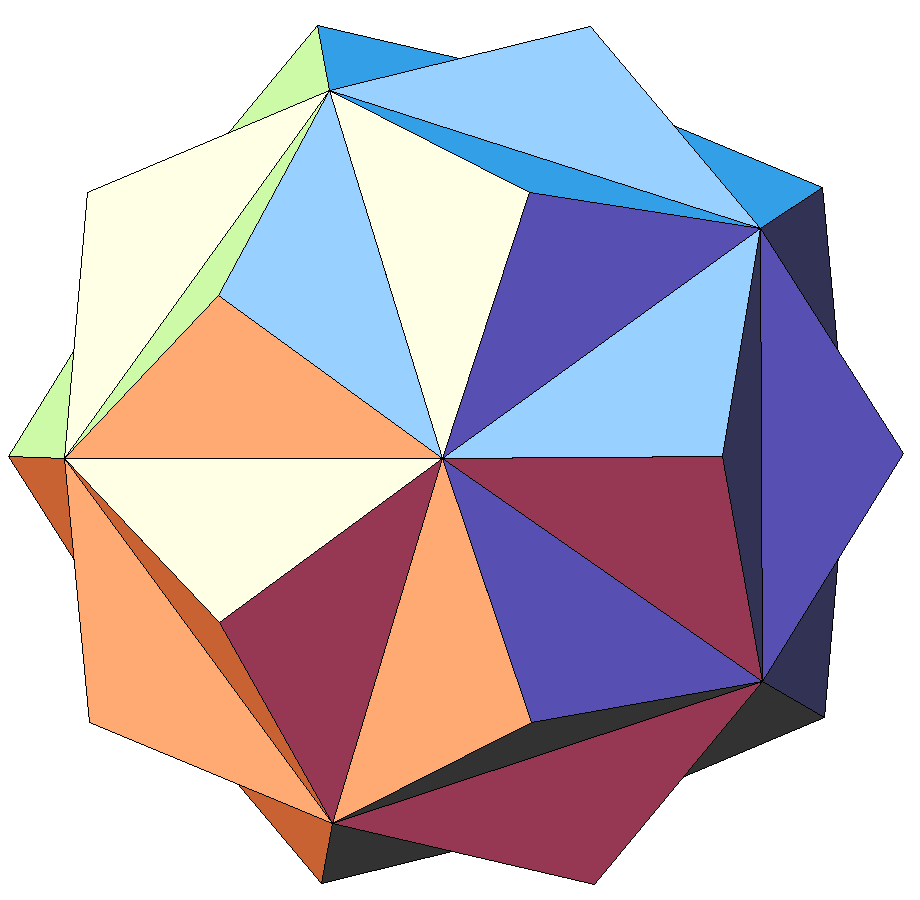
小三角六辺形二十面体
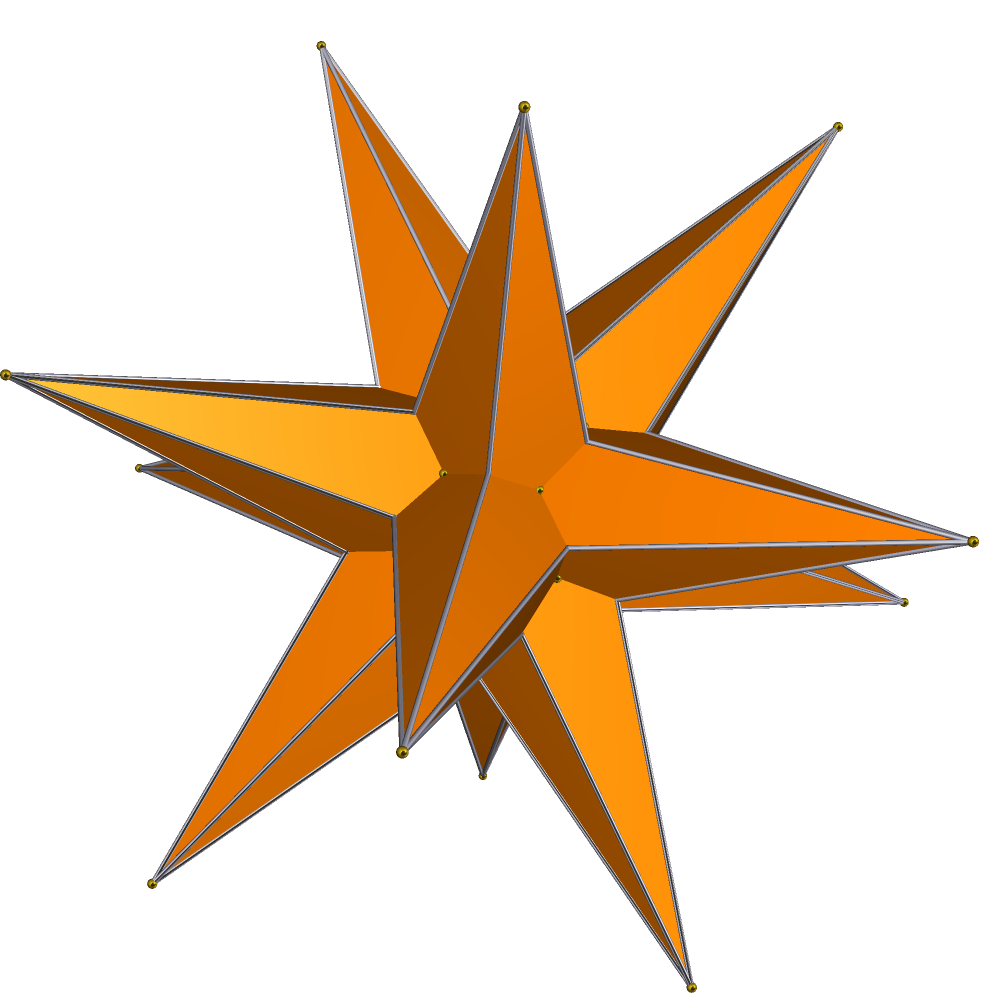
Great triambic icosahedron
Excavated dodecahedron
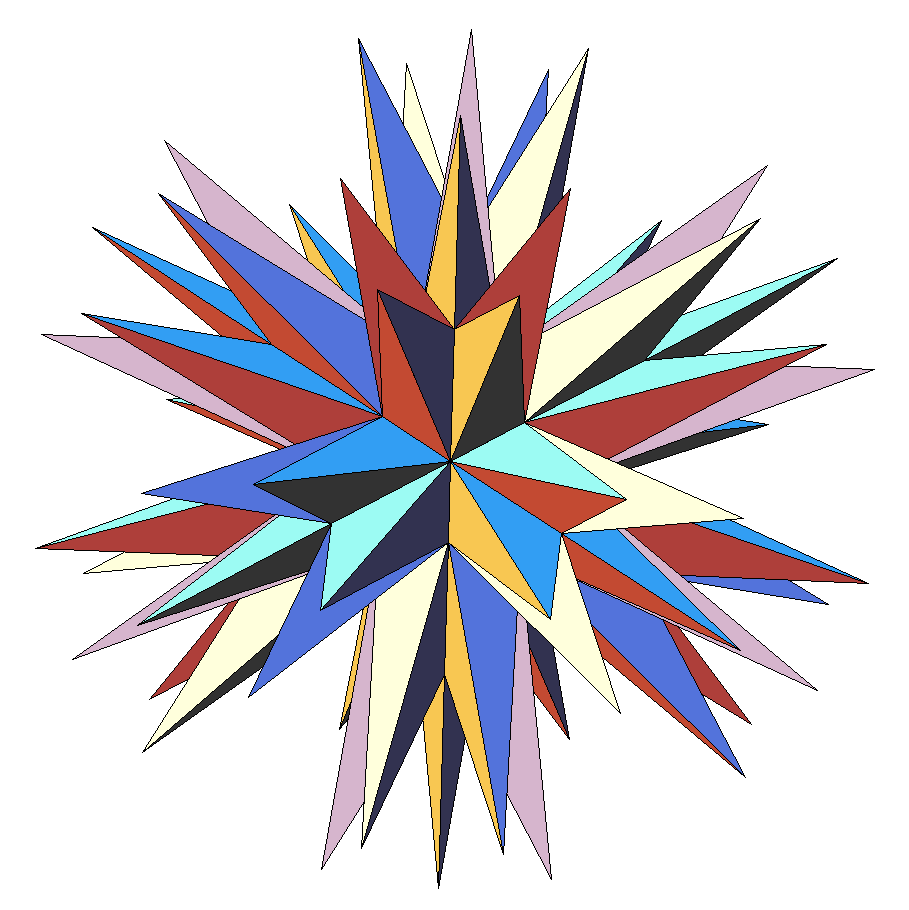
完全二十面体
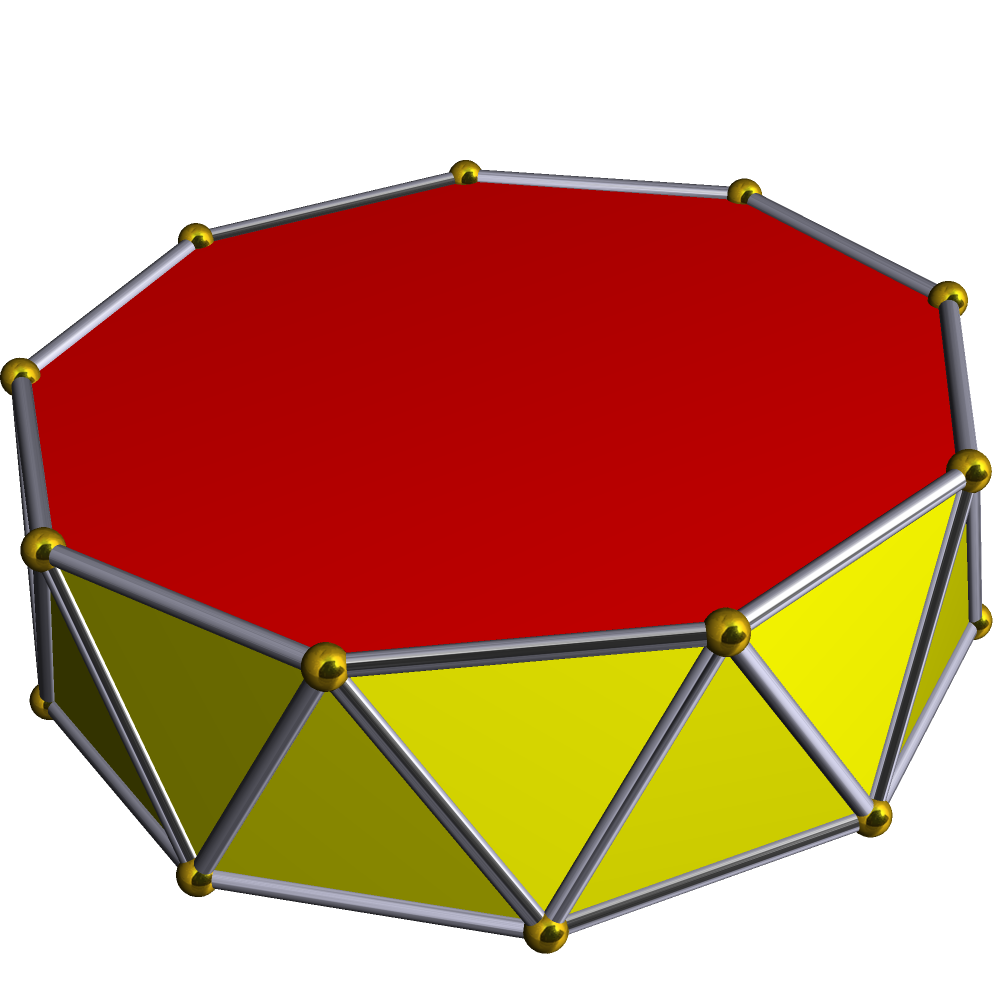
反九角柱
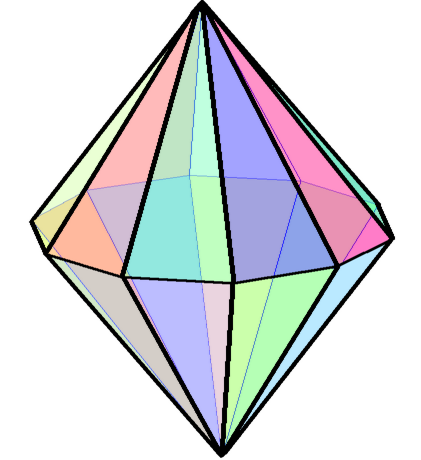
双十角錐
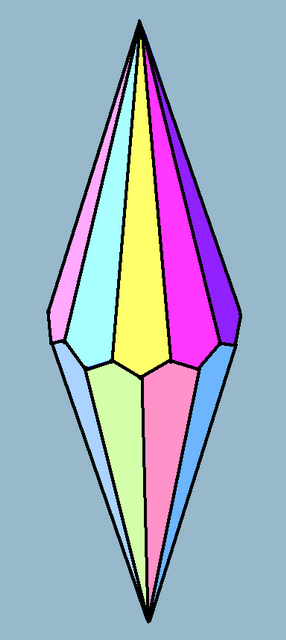
ねじれ双十角錐
イェッセンの二十面体